# Ana Marušić
Ana Marušić (Mostar, 1962.) je hrvatska liječnica i znanstvenica, te svjetski priznata urednica znanstvenih časopisa.
Diplomirala je medicinu na Medicinskom fakultetu u Zagrebu 1985. godine. Od 1986. radi na Zavodu za anatomiju istog fakulteta. Magistirala je na Prirodoslovno-matematičkom fakultetu Sveučilišta u Zagrebu 1987. godine, a doktorirala na Medicinskom fakultetu Sveučilišta u Zagrebu 1989. godine. Poslijedoktorski studij napravila je u Zavodu za internu medicinu, University of Connecticut, SAD, od 1989. do 1990. godine. 
U znanstveno-nastavno zvanje izvarednog profesora izabrana je 1997. godine. Bila urednicom ili autoricom 5 udžbenika i priručnika za nastavu na Medicinskom fakultetu Sveučilišta u Zagrebu. 
Danas (2014.) je pročelnica katedre za anatomiju Medicinskog fakulteta u Splitu
Dugo godina je bila glavna urednica međunarodno priznatog Croatian Medical Journal-a, najutjecajnijeg znanstvenog časopisa koji se izdaje u Hrvatskoj. Bila je 2002. – 2003. god. predsjednicom Svjetskog udruženja medicinskih urednika (World Association of Medical Editors, WAME), a 2007. – 2008. je bila predsjednicom Savjeta znanstvenih urednika (Council of Science Editors, CSE). Za mandatno razdoblje 2012. – 2015. god., potpredsjednicom je Europskog udruženja znanstvenih urednika (European Association of Science Editors, EASE) 
Po odlasku iz Croatian Medical Journal-a 2011. (u ozračju sukoba s upravom časopisa i dijelom medicinskog "establišmenta" u Zagrebu), postaje glavnom urednicom "Journal of Global Health", znanstvenog časopisa kojega izdaje Edinburhg University Global Health Society (EUGHS); na tom sveučilištu također ima profesorski status.
Ana Marušić je član vodstva EQUATOR Network, međunarodne inicijative za transparetno i točno izvješćivanje o medicinskim istraživanjima. 
Objavila je više od 150 znanstvenih članaka u znanstvenim časopisima; središnji predmet interesa je interakcija između imunog i koštanog sistema.
U braku je s profesorom medicine Matkom Marušićem, s kojim ima dvoje djece. Živi u Splitu.

## Vanjske poveznice
- Hrvatska znanstvena bibliografija: Ana Marušić
- mrežne stranice časopisa Croatian Medical Journal, o bivšim glavnim urednicima
- "Journal of Global Health", prezentacija uredništva na čijem je čelu Ana Marušić
- "EQUATOR NETWORK", prezentacija "Steering comitee" čiji je član Ana Marušić  Arhivirana inačica izvorne stranice od 11. veljače 2014. (Wayback Machine)